# Paulo Ferreira (Radsportler)
Paulo José Ferreira dos Santos (* 11. Mai 1962 in Vialonga) ist ein ehemaliger portugiesischer Radrennfahrer.

## Sportliche Laufbahn
Ferreira war im Straßenradsport aktiv. Sein bedeutendster sportlicher Erfolg war der Gewinn der 5. Etappe der Tour de France 1984. In Portugal gewann er mehrere Etappenrennen: 1982 die Volta dos Sete-Marinha Grande, 1983 die Volta ao Alentejo (ein Etappensieg), die Volta às Terras de Santa Maria Feira 1984, den Grande Prémio Jornal de Notícias 1985. 
Dazu kamen Erfolge in den Eintagesrennen Circuito de Setubal 1986, Circuito da Malveira 1987, Prix Brigada de Transito 1988, Classica de Charneca 1990, Circuito dos Campeões 1991 und im Rennen Porto–Lisboa 1994. Etappensiege holte er in den Rundfahrten Troféu Joaquim Agostinho und Grande Prémio Jornal de Notícias 1982, in der Portugal-Rundfahrt 1984, in der Volta ao Algarve 1984, im Grande Prémio Jornal de Notícias und im Grande Prémio do Concelho de Loures 1985, in der Troféu Joaquim Agostinho 1986, in der Volta ao Algarve 1988 und in der Volta ao Alentejo 1988. In der Tour de France 1984 schied er aus. Er war von 1984 bis 1994 als Radprofi aktiv und fuhr immer in portugiesischen Radsportteams.